# 프리코
프리코(이탈리아어: frico)는 이탈리아의 프리울리 지역에서 치즈와 밀가루로 구워 만드는 파이의 일종이다. 보통 치즈는 모차렐라, 파르미자노 레자노, 몬타시오 등을 사용하는데 수프나 스튜 위에 올리는 용도로 자주 쓰인다. 쉽게 먹을 수 있는 간식으로 샐러드 따위와 함께 먹기도 하는데 조리법이 어렵지 않아 간단히 만들어 먹을 수 있다.